# 도에이촌
도에이촌(東栄村)은 야마가타현 히가시타가와군에 설치되었던 촌이다.